# Aqui

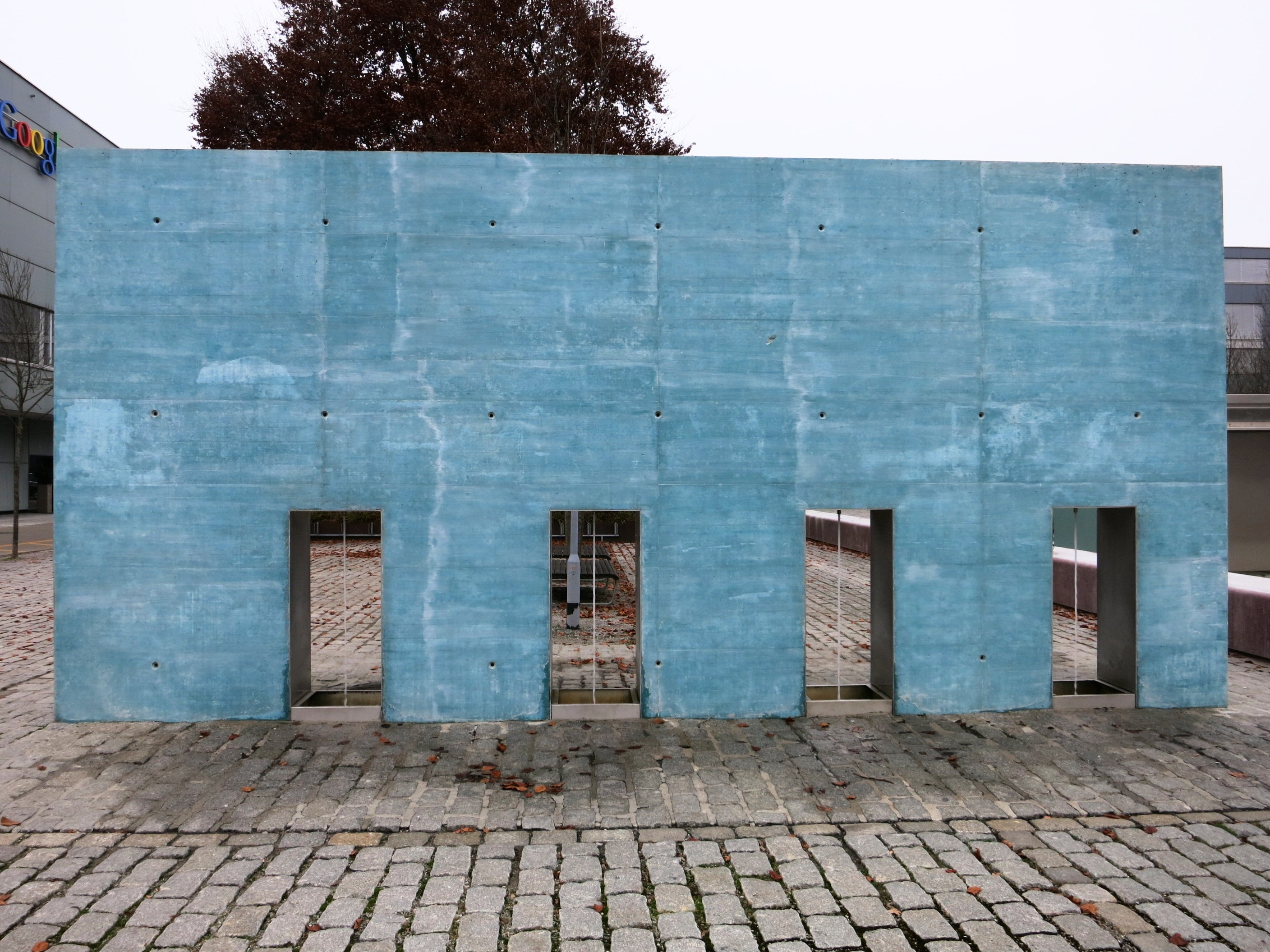
Aqui Brunnen auf dem Hürlimann-Areal (2014)

Aqui war der Name eines Zürcher Mineralwassers der Brauerei Hürlimann.
Der Name «Aqui» wurde von Beat Schlatter erfunden, wofür er drei Goldvreneli erhielt. Das Logo dieses Mineralwassers war eine versteinerte Schnecke. 
Das Mineralwasser wurde bei einer Tiefenbohrung im Jahre 1976 entdeckt und war aussergewöhnlich reich an Mineralien. Darauf wurde das Wasser bis zum Verkauf der Brauerei Hürlimann 1999 als Aqui-Mineralwasser verkauft. Eigentlich wollte die Brauerei es auch als Brauwasser verwenden, was wegen seines hohen Mineralgehaltes aber verworfen wurde. Das Bier der Brauerei wurde deswegen weiterhin mit aufbereitetem Zürichseewasser produziert. 
Daneben konnte die Bevölkerung das Mineralwasser vor dem Brauereigelände an der Brandschenkestrasse in der Enge in Kleinmengen als «Stilles Wasser» gratis aus dem sogenannten Aqui-Brunnen beziehen. 
Nach dem Verkauf der Brauerei wurde der Aqui-Brunnen stillgelegt, aber seit dem 6. Mai 2004 ist der Brunnen auf dem Hürlimann-Platz in neuer Form wieder zugänglich. Der neue Brunnen wurde vom Bildhauer und Architekten Christoph Haerle gestaltet und ist seither das eigentliche Zentrum des neuen Stadtteils City-Süd, welches auf dem Areal der ehemaligen Brauerei entstand. 
Von Mai bis November 2011 sowie im Juni 2015 war der Brunnen wegen erhöhter Bakterienwerte im Brunnenwasser stillgelegt. Da das Wasser die Grenzwerte der neuen Trinkwasserverordnung von 2017 bei den Mineralien Natrium und Fluorid überschritt, wurde der Brunnen 2019 endgültig abgeschaltet.

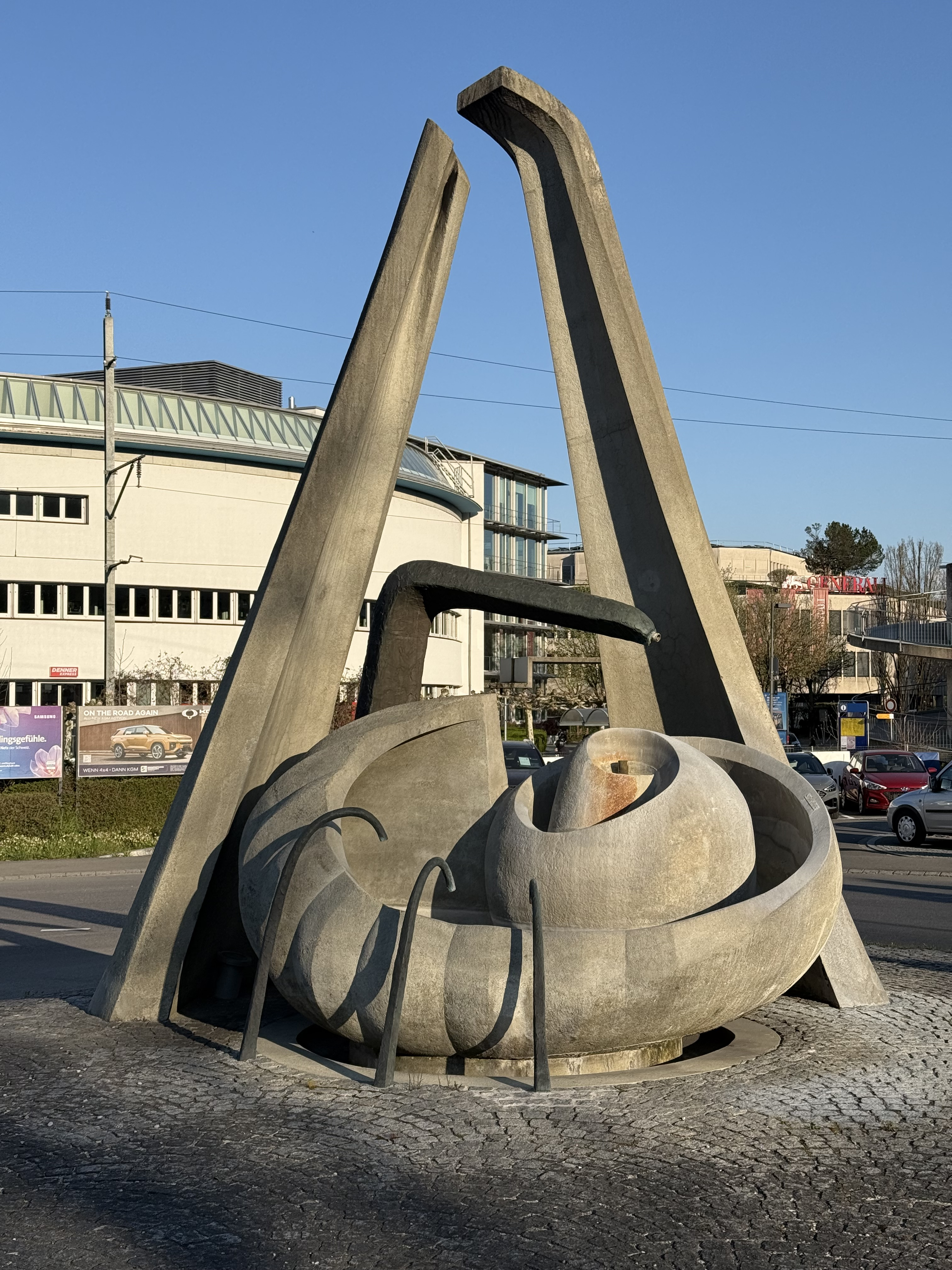
Ehemaliger Aqui-Brunnen vom Hürlimann-Areal in Zürich, der nun auf einem Kreisel in Adliswil steht.

Der ursprüngliche, von der Bildhauerin Helen Denzler gestaltete Aqui-Brunnen wurde auf einen Kreisel in Adliswil versetzt – allerdings sprudelt nun normales Leitungswasser und kein Mineralwasser mehr heraus.